# Thiézac
Thiézac is een gemeente in het Franse departement Cantal (regio Auvergne-Rhône-Alpes) en telt 600 inwoners (2005). De plaats maakt deel uit van het arrondissement Aurillac.

## Geografie
De oppervlakte van Thiézac bedraagt 40,8 km², de bevolkingsdichtheid is 14,7 inwoners per km².
De onderstaande kaart toont de ligging van Thiézac met de belangrijkste infrastructuur en aangrenzende gemeenten.
Op het grondgebied van deze gemeente vinden we een prachtige waterval: "cascade de Faillitoux". Ligging: 45°01'57.2" N  002°38'35""E. Het water stort langs een vertikale wand naar beneden. De wand bestaat uit basaltzuilen, resten van een oude kraterpijp.

## Demografie
Onderstaande figuur toont het verloop van het inwonertal (bron: INSEE-tellingen).

Vanwege een beveiligingsprobleem met de MediaWiki Graph-software is het momenteel niet mogelijk deze grafiek weer te geven. Zodra de software is bijgewerkt zal de grafiek vanzelf weer zichtbaar worden.